# Neblo
Neblo (in italiano Nèbola in friulano Nebule o Gneule) è un paese della Slovenia, frazione del comune di Còllio.
La località si trova a 3,2 chilometri a nord-ovest del capoluogo comunale e a 2,4 kilometri dal confine italiano, all'estremità occidentale del Còllio sloveno ed è costituita degli agglomerati sparsi di Casa Canciani (Borg), V Malnu, Podvez.
È sede di una delle 15 comunità locali (krajevna skupnost) in cui è suddiviso il comune del Collio, ed esprime 11 consiglieri all'assemblea comunale delle comunità locali.
Secondo il censimento del 1921, l'11,32% della popolazione era italiana.

## Storia
Dopo la caduta dell'Impero romano d'Occidente, e la parentesi del Regno ostrogoto, a seguito della Guerra gotica (553) promossa dall'imperatore Giustiniano I il suo territorio entrò a far parte dei domini bizantini.

Dopo la calata, nel 568, attraverso la Valle del Vipacco nell'Italia settentrionale dei Longobardi, seguiti poi da popolazioni slave, entrò a far parte del Ducato del Friuli.
In seguito alla caduta del regno longobardo e alla sua inclusione nei domini Franchi da parte di Carlo Magno, nel 781 entrò nel Regnum Italiae affidato da Carlo al figlio Pipino; nell'803 venne istituita la Marchia Austriae et Italiae che comprendeva il Friuli, la Carinzia, la Carniola e l'Istria. Alla morte di Pipino nell'810, il territorio passò in mano al figlio Bernardo.

Con la morte di Carlo Magno nell'814, la carica imperiale passò a Ludovico I che affidò il Regno d'Italia al suo primogenito Lotario, il quale già nell'828 (dopo aver deposto Baldrico per non aver saputo difendere le frontiere orientali dagli Slavi) divise la parte orientale del Regno, ossia la Marca Orientale (o del Friuli), in quattro contee: Verona, Friuli, Carniola e Istria (comprendente il Carso e parte della Carniola interna).
In seguito al Trattato di Verdun, nell'843, il suo territorio entrò a far parte della Lotaringia in mano a Lotario I e più specificatamente dall'846 della Marca del Friuli divenuta nel 951 Marca di Verona e Friuli.
Nel 952 l'imperatore Ottone I obbligò il re d'Italia Berengario II a rinunciare alle contee “Friuli et Istria”, unendole al Impero romano-germanico e subordinandole al ducato di Baviera tenuto dal suo fratellastro Enrico I a cui successe il figlio Enrico II. Nel 976 passò al Ducato di Carinzia appena costituito dall'imperatore Ottone II.
Dal 1027 il suo territorio fece parte del Patriarcato di Aquileia, che da quell'anno venne proclamato da Corrado II, nella dieta di Verona, “feudo immediato dell'impero” , venendo così tolto dalla dipendenza dei duchi di Carinzia; nel 1077 il Patriarcato venne innalzato (e costituito dall'imperatore Enrico IV) a Principato ecclesiastico di Aquileia, che ebbe influenza, mediante apposito diploma emesso lo stesso anno dall'imperatore, anche sulla marca di Carniola e sulla contea dell'Istria.
Tutto il Collio restò in mani patriarcali fino al 1330 quando la sua parte orientale venne annessa dalla Contea di Gorizia, mentre Nèbola, assieme a San Lorenzo di Nèbola e San Lorenzo di Brizza, rimase ai Patriarchi e passando a sua volta, dopo il 1420, sotto l'autorità della Repubblica di Venezia.
Nel 1500 gli Asburgo s'impossessano della vicina Contea di Gorizia e quindi di territori fortemente ambiti dalla Serenissima la quale mirava ad espandersi ad est dell'Isonzo; l'assetto territoriale tra le due potenze, stabilito dal Trattato di Noyon (1516) e sancito da quello di Worms (1521), diede luogo a una linea di confine tortuosa ed incerta, con enclavi arciducali in territorio veneziano e viceversa; anche la pace firmata a Madrid dopo la sanguinosa Guerra di Gradisca ristabilì con meticolosa precisione il confine preesistente; Nèbola fu un caso emblematico di ciò essendo quasi totalmente sotto dominio veneziano ad esclusione dell'attuale agglomerato di Britof, che fu un'enclave asburgica, come anche in seguito ricordato dall'appellativo in lingua italiana che aveva fino al 1900, "Nebola Austriaca", appunto.
Dopo il Trattato di Campoformido e al successivo Trattato di Lunéville, la parte veneziana venne assegnata alla Monarchia asburgica.

Con la Convenzione di Fontainebleau del 1807, passò, per un breve periodo fino al 1814, assieme a tutti i territori sulla sponda destra del fiume Isonzo, nel Regno d’Italia napoleonico sotto il Dipartimento di Passariano nel comune di Dolegna.

Col Congresso di Vienna nel 1815 rientrò in mano austriaca nel Regno d'Illiria sempre come frazione del comune di Dolegna; passò in seguito sotto il profilo amministrativo al Litorale austriaco nel 1849 sempre come frazione del comune di Dolegna del Collio.
Dopo la prima guerra mondiale fu annesso al Regno d'Italia e venne congiunto alla Provincia di Gorizia.

In seguito all'abolizione della stessa Provincia nel 1923, passò alla Provincia di Udine per poi passare, nel 1927, alla ricostituita Provincia di Gorizia nel medesimo comune.
Fu soggetto alla Zona d'operazioni del Litorale adriatico (OZAK) tra il Settembre 1943 e il 1945 e tra il 1945 e il 1947, trovandosi a ovest della Linea Morgan, fece parte della Zona A della Venezia Giulia sotto il controllo Britannico-Americano del Governo Militare Alleato (AMG); passò poi alla Jugoslavia e quindi alla Slovenia.

## Corsi d'acqua
Rio Quornizza (Koren); Torrente Recca (Reka); Torrente Kožbanjšček.